# Senna petersiana
Senna petersiana är en ärtväxtart som först beskrevs av Carl August Bolle, och fick sitt nu gällande namn av John Michael Lock. Senna petersiana ingår i släktet sennor, och familjen ärtväxter. Inga underarter finns listade i Catalogue of Life.

## Bildgalleri

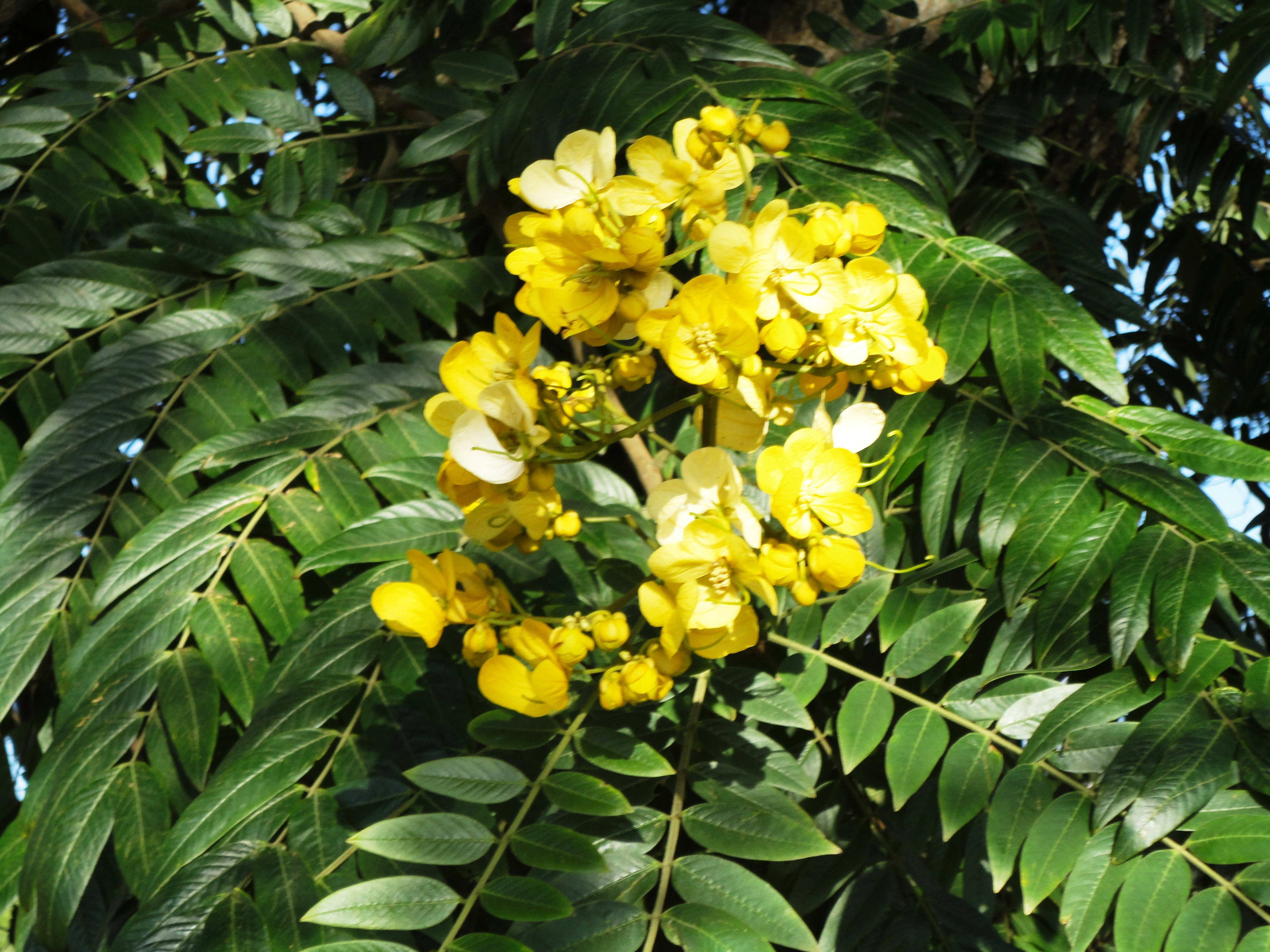
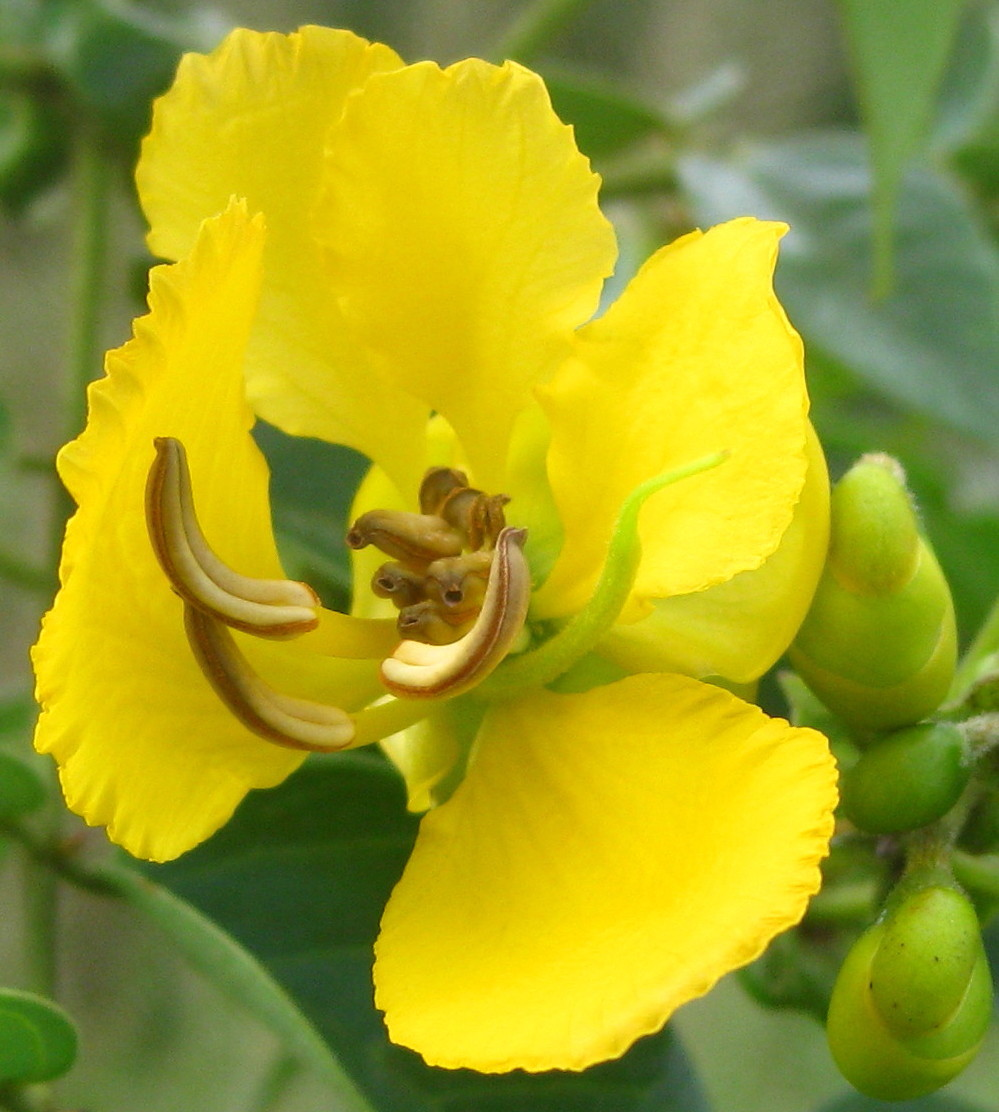